# Nicolás González
Nicolás Iván González (født 6. april 1998) er en argentinsk professionel fodboldspiller, som spiller som angriber for Serie A-klubben Juventus og Argentinas landshold.

## Klubkarriere

### Argentinos Juniors
González begyndte sin karriere hos Argentinos Juniors, og han fik sin professionelle debut for klubben i juli 2016.

### VfB Stuttgart
González skiftede i juli 2018 til Bundesliga-klubben VfB Stuttgart. Hans debutsæson var skuffende, da han kun scorede 2 ligamål, og Stuttgart led nedrykning til 2. Bundesligaen. Hans anden sæson med klubben var dog markant bedre, da han scorede 14 ligamål, og hjalp klubben til oprykning tilbage til Bundesligaen.

### Fiorentina
González skiftede i juli 2021 til Fiorentina. Han debuterede for klubben, og scorede sit første mål, i en 4-0 sejr over Cosenza den 13. august af samme år.

### Juventus
González skiftede til Juventus i august 2024 på en lejeaftale med en købsobligation.

## Landsholdskarriere
González debuterede for Argentinas landshold den 13. oktober 2019. Han var del af Argentinas trup, som vandt Copa América 2021 og 2024.

## Titler
Argentinos Juniors
- Primera B Nacional: 1 (2016-17)

Argentina
- Copa América: 2 (2021, 2024)

Individuelle
- UEFA Europa Conference League Sæsonens hold: 1 (2022-23)